# Isaac Amani Massawe
Isaac Amani Massawe, né le 10 juin 1951 à Mango en Tanzanie, est un prélat catholique tanzanien et actuel archevêque d'Arusha.

## Biographie
Massawe naît le 10 juin 1951 à Mango, un village tanzanien de l'archidiocèse de Dar es Salam. Dès 1966, il fréquente le séminaire Saint-Jacques de Moshi jusqu'en 1969 où il part étudier la philosophie au séminaire de Ntungamo. En 1972, il entre au séminaire de Kipalapala de l'archidiocèse de Tabora qu'il quitte en 1975, date à laquelle il devient prêtre. Entre 1986 et 1989, il enseigne dans un séminaire de Moshi puis, il part aux États-Unis pour finir ses études à la Walsh University (en). Il obtient son diplôme en 2003 et retourne dans son pays natal. Parallèlement, il est l'aumônier de la Congrégation du Très Saint Rédempteur.

### Carrière épiscopal
Le 21 novembre 2007, il est nommé évêque de Moshi par le pape Benoît XVI et est consacré le 22 février 2008 par le cardinal Polycarp Pengo. En décembre 2017, il devient archevêque d'Arusha.